# Cryptostroma corticale
Cryptostroma corticale (Syn. Coniosporium corticale) ist die einzige Art der Schlauchpilzgattung Cryptostroma. Die Gattung wurde oft der Familie der Xylariaceae zugeordnet, aufgrund der Verwandtschaft mit der Art Graphostroma platystoma liegt jedoch auch eine Einordnung in die Familie der Graphostromataceae nahe. C. corticale kann die sogenannte Rußrindenkrankheit verursachen, eine Pilzerkrankung an Ahornbäumen. Bei Inhalation der Sporen kann der Pilz auch beim Menschen schwere Entzündungen der Lungenbläschen auslösen, die von Reizhusten, Fieber, Atemnot und Schüttelfrost begleitet sind.

## Merkmale
Erkrankte Bäume sind durch Welke, Blattverlust, Absterbeerscheinungen der Krone und Kambiumnekrosen, länglich aufgerissene Rinden und Schleimfluss am Stamm erkennbar. Infektionen werden durch trockenes und heißes Klima und Wasserknappheit begünstigt. Der Absterbeprozess kann mehrere Jahre betragen. Ältere Bäume mit guter Wasserversorgung sind weniger anfällig für Infektionen. Befallenes Stammholz kann im Anschnitt grüne und blaue Verfärbungen aufweisen. Schließlich lösen sich an den abgestorbenen, aber noch stehenden Bäumen die äußeren Rindenschichten ab und geben riesige Massen dunkelschwarz-brauner Konidien frei, wobei sich die Rindenabplatzungen oft über einen sehr großen Bereich erstrecken. Die Konidien sind braun, 4–6 μm lang und 3,5–4 μm breit.

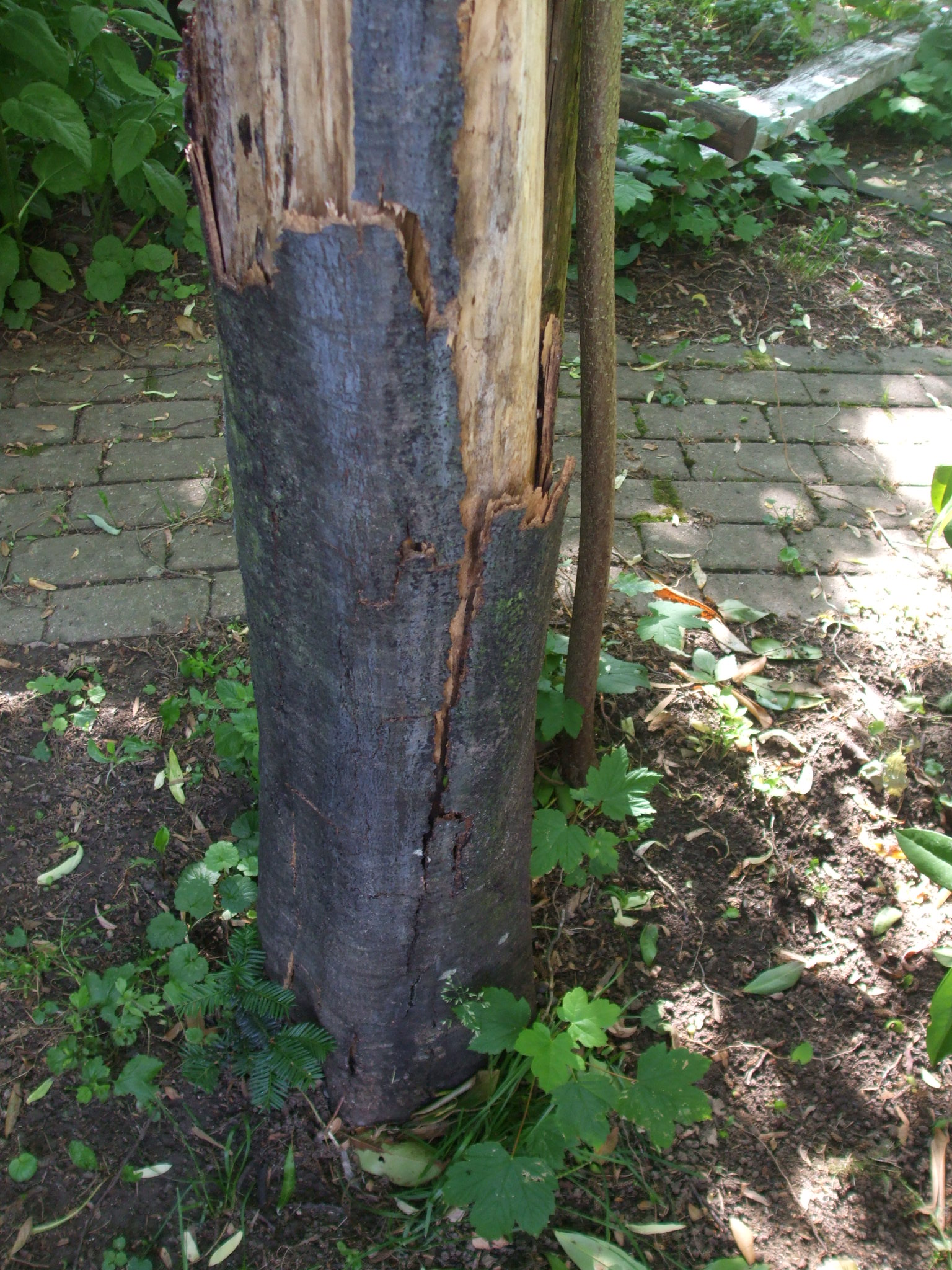
Anfangstand 2018
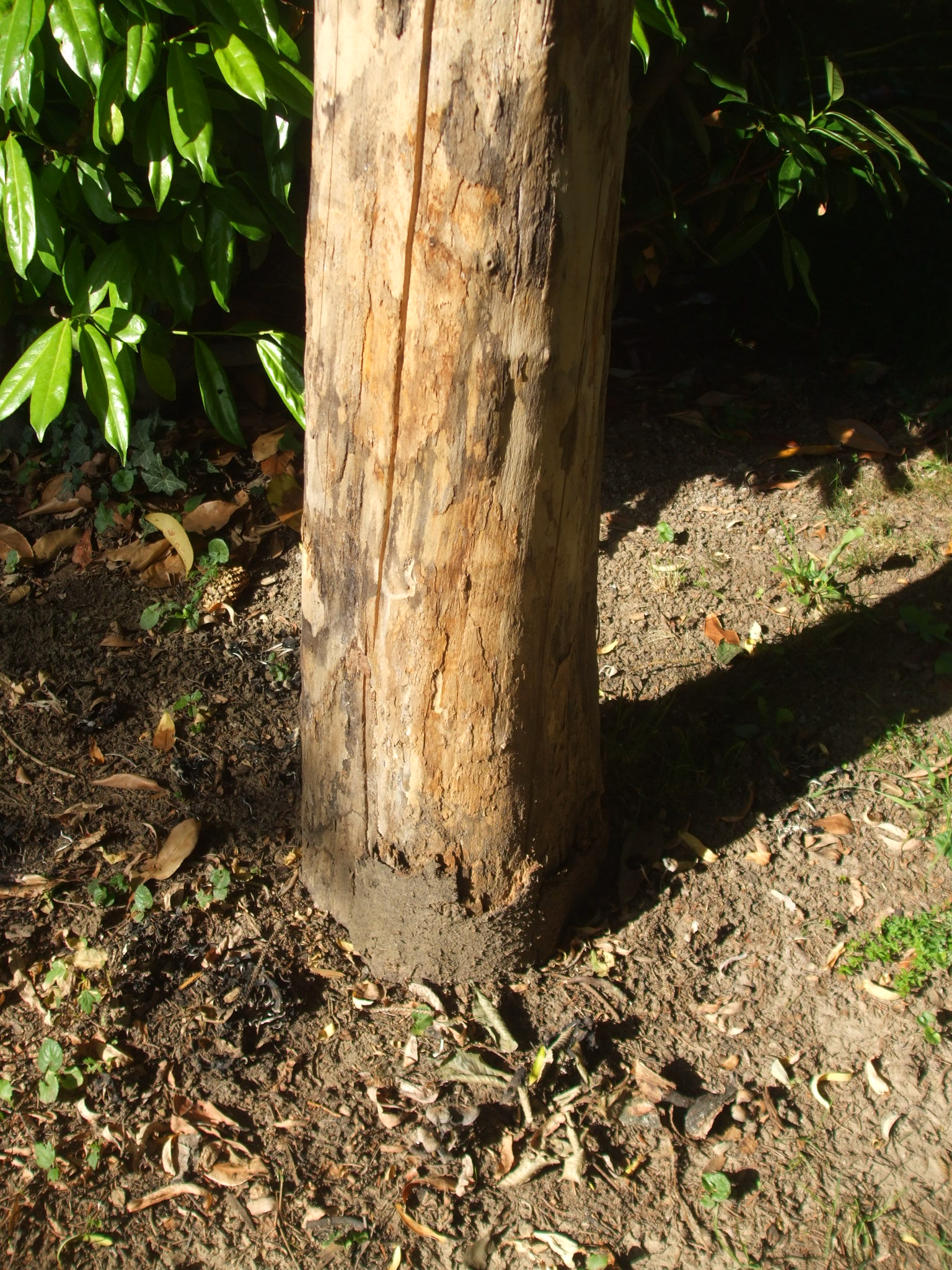
Abgestorbener Ahornbaum mit abgeblätterter Rinde, 2019
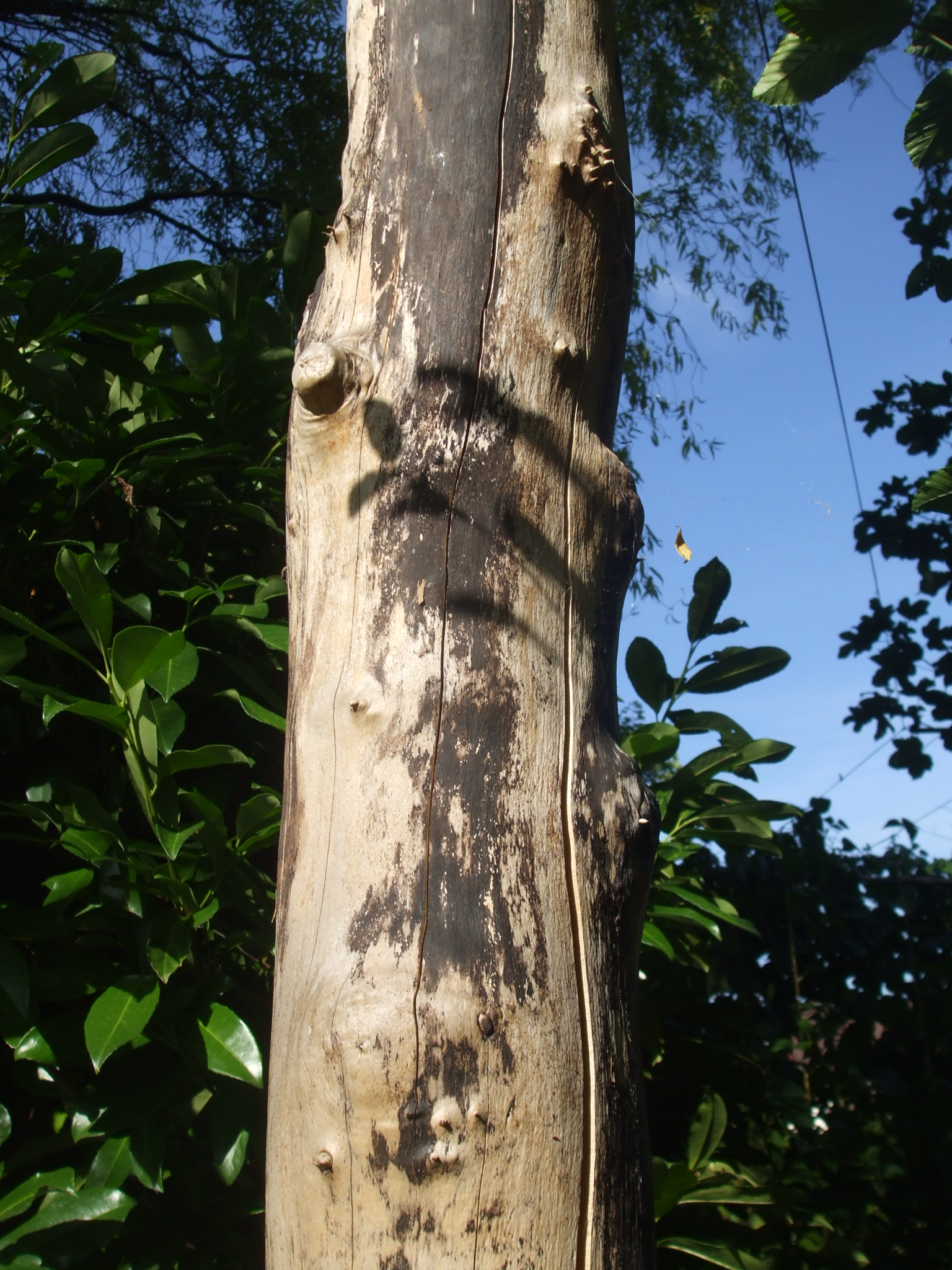
Schwarz verfärbter Ahornstamm
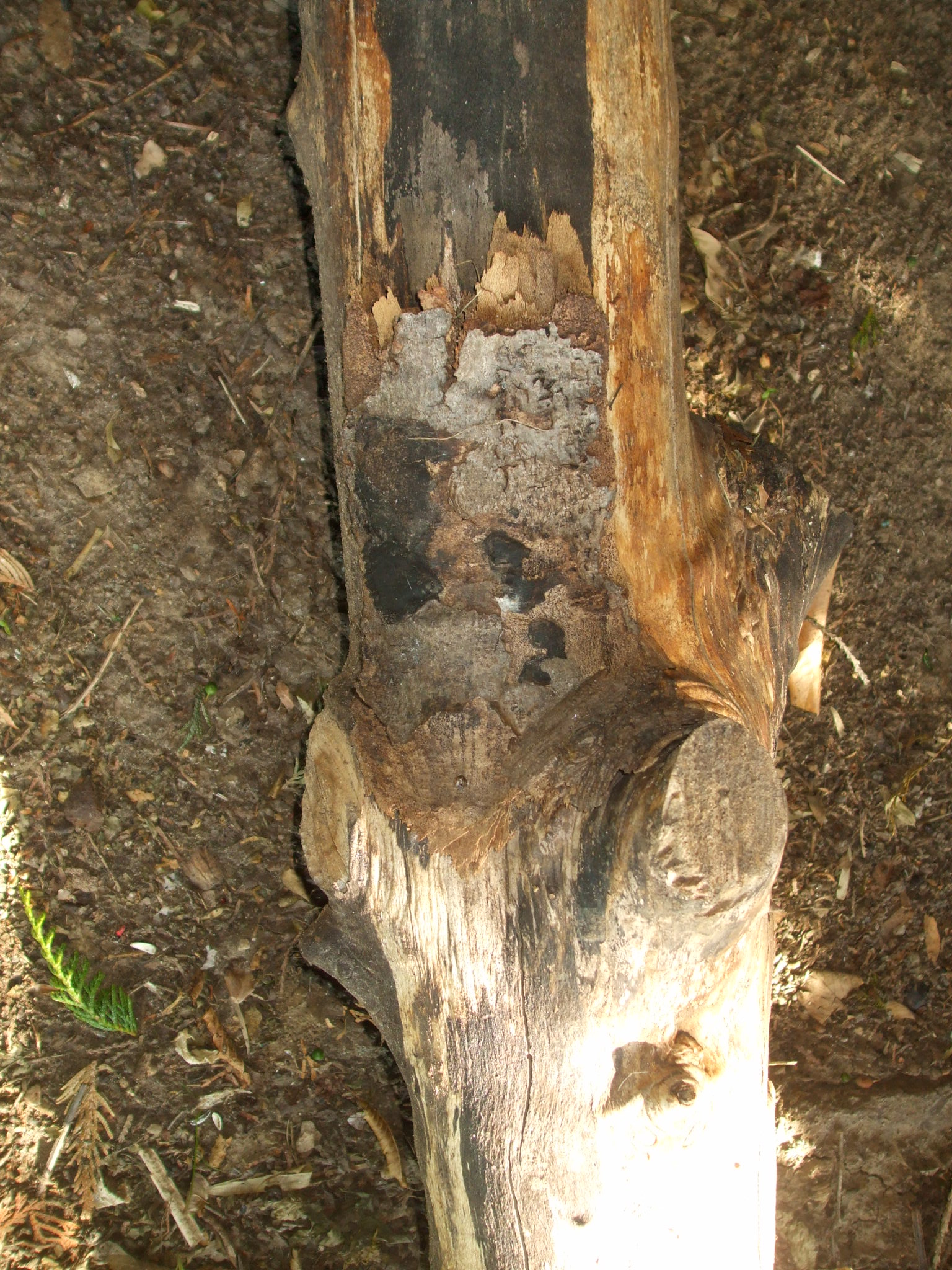
Schwarze Schleimflecken

## Ausbreitung
Ist die Borke eines Baumes verletzt, können die Konidien des Pilzes in diesen eindringen. Zuerst breitet sich der Pilz im Kernholz aus, anfangs im Xylem und später im Phloem. In Jahren mit kühlen Sommern kann das Wachstum des Pilzes zum Stillstand kommen und der Baum sich erholen. Der Pilz kann daher lange Zeit latent im Wirt vorhanden sein, aber wenn der Baum geschwächt ist, und besonders nach längeren Trockenperioden, wächst das Myzel des Pilzes vermehrt vom Kernholz in Richtung Rinde. Die Rinde stirbt in der Folge ab und das unter der Rinde gebildete Stroma des Pilzes teilt sich auf in ein Boden- und ein Dachstroma. Anschließend bilden sich dazwischen über 1 mm lange Säulen, sodass die beiden Schichten voneinander getrennt werden. Der Raum dazwischen, der einer Krypta ähnelt, wird vom Bodenstroma aus mit neuen Konidien gefüllt, während das Dachstroma zerfällt. Wenn es später zu Rindenabplatzungen kommt, werden die Millionen von Sporen (100–170 Millionen Sporen/cm²) durch Wind und Regen verbreitet. In England wurden zudem Sporen des Pilzes im Magen eines Grauhörnchens gefunden, weswegen vermutet wird, dass diese Tiere durch den Verzehr der Baumrinde die Ausbreitung des Pilzes fördern könnten. Auch Spechte und andere Vögel könnten als Vektoren dienen. Eine sexuelle Form von C. corticale ist bislang nicht bekannt.

## Verbreitung
Die Rußrindenkrankheit wurde erstmals 1889 aus Kanada beschrieben, und ist in der Region der Großen Seen weit verbreitet. In den USA wurde sie in den an Kanada grenzenden Bundesstaaten Michigan und Wisconsin nachgewiesen und außerdem 1895 im Bundesstaat Colorado und in neuerer Zeit im Bundesstaat Washington, und zwar erstmals 1968 in Whitman County sowie 2020 und 2021 an mehreren Standorten in Seattle. In Europa wurde der Pilz erstmals 1945 in Großbritannien im Wanstead Park in London entdeckt. Ab 1948 wurde er in Frankreich nachgewiesen. 1952 wurde ein erster Verdachtsfall aus Italien gemeldet, wo die Rußrindenkrankheit jedoch erst ab 2013 wieder auftrat.
In Deutschland wurde schon 1964 die Lungenkrankheit eines Gärtnermeisters mit der Krankheit des Ahorns in Verbindung gebracht; befallene Ahornbäume wurde in Deutschland jedoch erst wieder ab dem Jahr 2005 entdeckt und in Österreich ab 2003. Der erste offiziell publizierte Fund des Pilzes in der Schweiz erfolgte im Jahr 2014. Jedoch hatte der Waldschutz Schweiz bereits in den neunziger Jahren Fälle von Rußrindenkrankheit registriert. 2005 fand man den Pilz erstmals in Tschechien, 2013 in den Niederlanden, 2014 in Bulgarien, 2016 in Belgien, 2017 in der Slowakei und 2019 in Slowenien.
2023 wurde in Wien-Hietzing erstmals ein Fortschreiten von trockenerem Stadtgebiet in ein Stadtwäldchen und damit in Richtung Wienerwald entdeckt, was dem Klimawandel zugeschrieben wird.